# Paul Meehl
Paul Everett Meehl (Minneapolis, 3 gennaio 1920 – Minneapolis, 14 febbraio 2003) è stato uno psicologo statunitense.

## Biografia
Meehl studiò presso l'Università del Minnesota, laureandosi nel 1941 e conseguendo il dottorato di ricerca nel 1945. Continuò a insegnare nella medesima università per tutta la sua carriera, ottenendo cattedre di psicologia, diritto, psichiatria, neurologia e filosofia.
Oltre che uno dei più importanti psicologi americani, Meehl è stato anche un filosofo della scienza. Sostenitore del falsificazionismo di Karl Popper, Meehl si è opposto all'utilizzo della verifica statistica dell'ipotesi nulla per la valutazione delle teorie scientifiche. Egli credeva che la verifica dell'ipotesi nulla fosse parzialmente responsabile della mancanza di progresso in molte discipline psicologiche cosiddette “soft” (ad esempio la psicologia clinica, la psicologia sociale, la psicologia della personalità e la psicologia di comunità).
Meehl ha contribuito allo sviluppo del Minnesota Multiphasic Personality Inventory (MMPI), in particolare allo sviluppo della scala "k".
Tra la fine degli anni quaranta e i primi anni cinquanta, lavorò a stretto contatto con lo psicologo Kenneth MacCorquodale, pubblicando una serie di articoli scientifici sull'apprendimento.
Nel suo libro del 1954 Clinical vs. Statistical Prediction: A Theoretical Analysis and a Review of the Evidence, ha analizzato l'assunzione che le procedure meccaniche (formali, algoritmiche) di combinazione dei dati sono più performanti rispetto ai metodi clinici (ovvero soggettivi, informali) nelle situazioni in cui tali combinazioni sono utilizzate per arrivare a una previsione del comportamento. L'analisi favoriva quindi l'utilizzo di tali procedure meccaniche ed ha causato molto clamore tra i clinici. Meehl (1954) asseriva che le procedure meccaniche di previsione potessero, se usate correttamente, fornire decisioni più efficienti riguardo alla prognosi e al trattamento dei pazienti. Ancora oggi, tuttavia, i clinici effettuano tali decisioni basandosi sul loro giudizio professionale, cioè mettono insieme tutti i tipi di informazione in maniera soggettiva per arrivare ad una conclusione/previsione sul paziente. Meehl (1954) teorizzava che i clinici avrebbero commesso più errori rispetto a uno strumento meccanico di previsione creato appositamente per simili scopi decisionali. Le procedure meccaniche di previsione sono semplicemente un modo di combinare i dati per arrivare a una decisione/previsione riguardo all'emissione di un dato comportamento. Esse non escludono alcun tipo di dati, infatti spesso incorporano giudizi clinici appositamente codificati. La caratteristica determinante è che, una volta ottenuti i dati da combinare, lo strumento meccanico fornirà una previsione affidabile al 100%. Fornirà cioè ogni volta la stessa previsione per gli stessi dati. La previsione basata su procedure cliniche, al contrario, non garantisce questa affidabilità.
Una meta-analisi ha confrontato l'efficacia della previsione clinica e della previsione meccanica, confermando l'affermazione di Meehl (1954) che la combinazione meccanica dei dati e la conseguente previsione fossero più efficaci del corrispondente metodo clinico.
Meehl è stato eletto presidente dell'American Psychological Association nel 1962. Lo stesso anno, Meehl ha formalizzato la sua teoria della schizofrenia. Egli formulò un'ipotesi secondo la quale la schizofrenia deriva in gran parte da una vulnerabilità genetica che determina a livello neurologico la condizione da lui definita schizotassia, ovvero un deficit neuronale integrativo che rappresenta la prima caratteristica fenotipica della vulnerabilità genetica alla schizofrenia. Interagendo con determinati fattori ambientali, la schizotassia determina quasi inevitabilmente la configurazione psicologica della schizotipia, costituita da quattro tratti: anedonia (incapacità ad esperire piacere), slittamento cognitivo, ambivalenza e avversività interpersonale (paura sociale). La schizotassia e la conseguente schizotipia rappresentano nella teoria di Meehl il cuore della predisposizione alla schizofrenica, la condizione necessaria (ma da sola non sufficiente) perché una patologia schizofrenica si possa sviluppare in seguito a fattori esterni scatenanti. Solo una piccola parte dei soggetti schizotipici, infatti, andrà incontro ad uno scompenso schizofrenico; la maggior parte dei quali rimarrà invece compensata e mostrerà soltanto i segni e i sintomi della schizotipia.
Meehl riteneva che la schizotipia avesse una prevalenza del 10% nella popolazione generale, e che il 10% degli schizotipici (l'1% nella popolazione generale) avrebbero sviluppato un disturbo schizofrenico. Inoltre, riteneva che i soggetti schizotipici rappresentassero una classe discreta, cioè che non vi fosse una differenza quantitativa, nella popolazione generale, rispetto al grado di schizotipia, ma una differenza unicamente qualitativa per la quale i soggetti o erano schizotipici (e quindi avevano una sottostante vulnerabilità genetica) oppure non lo erano. Per testare questa ipotesi Meehl e i suoi collaboratori svilupparono una tecnica statistica nota come analisi tassometrica. Essa in realtà comprende diverse tecniche per l'analisi dalla struttura latente di un costrutto e per la stima della prevalenza all'interno del campione. Diversi studi hanno confermato l'ipotesi di Meehl che la schizotipia abbia una struttura latente di tipo categoriale e sia presente nel 10% della popolazione, sebbene il dibattito sia ancora aperto.
Meehl è stato anche un devoto luterano e ha collaborato con un gruppo di teologi e psicologi Luterani nella scrittura di What, Then, Is Man? (1958). Questo progetto fu commissionato dalla Lutheran Church—Missouri Synod through Concordia Seminary. Il progetto esplorava sia la teologia ortodossa che la scienza psicologica e illustrava come i Cristiani (e i luterani in particolare) potessero agire responsabilmente sia come Cristiani che come psicologi senza tradire l'ortodossia o la scienza.
Meehl ha pubblicato circa 200 articoli ed è stato insignito di numerosi riconoscimenti prestigiosi. I suoi contributi spaziano dalla psicologia (generale e clinica), alla psicoanalisi, alla psicometria, alla statistica applicata, alla filosofia della scienza.
Nel 2005 uno studente di Meehl, Donald R. Peterson, ha pubblicato un volume con i loro carteggi.

## Selezione di lavori di P. E. Meehl
- Cronbach, L. J., & Meehl, P. E. (1955). Construct validity in psychological tests Psychological Bulletin, 52, 281-302.
- Meehl, P. E. (1989). Schizotaxia revisited Archives of General Psychiatry, 46, 935-944.
- Meehl, P. E. (1990). Toward an integrated theory of schizotaxia, schizotypy and schizophrenia Journal of Personality Disorders, 4, 1-99.
- Meehl, P. E. (1996). Comparative efficiency of informal (subjective, impressionistic) and formal (mechanical, algorithmic) prediction procedures: the clinical–statistical controversy Psychology, Public Policy, and Law, 2, 293-323.